# Юськасы (Цивильский район)
Юськасы́ (чув. Йӳҫкасси) — деревня в Цивильском районе Чувашской Республики. Входит в состав Медикасинского сельского поселения.

## География
Находится в северной части Чувашии на расстоянии приблизительно 17 км на юг-юго-запад по прямой от районного центра города Цивильск.

## История
Известна с 1795 года как деревня из 30 дворов. В XIX веке околоток деревни Алаксары. В 1906 году учтено 48 дворов, 187 жителей, 1926 — 39 дворов, 195 жителей, 1939—209 жителей, 1979—108. В 2002 году было 24 двора, 2010 — 14 домохозяйств. В период коллективизации образован колхоз «Ленин», в 2010 году действовало ООО «ВДС».

## Население
Постоянное население составляло 35 человек (чуваши 100 %) в 2002 году, 18 в 2010.